# Sieć skompensowana
Sieć skompensowana (ang. resonant earthed (neutral) system) – sieć elektroenergetyczna w której punkt neutralny jest połączony z ziemią za pomocą reaktancji indukcyjnej (dławik gaszący). Reaktancja ta kompensując składową pojemnościową prądu zwarcia z ziemią, ogranicza znacznie wartość tego prądu w miejscu zwarcia i umożliwia samoczynne wygaszenie zakłóceń podtrzymywanych łukiem elektrycznym.

## Urządzenia kompensacyjne (gaszące)
Znanych jest kilka podstawowych sposobów kompensacji prądu pojemnościowego zwarcia doziemnego:
- dławik gaszący (cewka Petersena),
- transformator Baucha,
- transformator Reihoffera,
- cewka Jonasa[1].

## Stopień kompensacji
Aby wyznaczyć stopień zestrojenia lub odstrojenia od kompensacji pełnej (rezonansu), wprowadza się pojęcie stopnia kompensacji (K), który definiuje się następującą zależnością:
{\displaystyle K={\frac {I_{L}}{I_{C}}}={\frac {1}{3\omega ^{2}L_{K}C}},}
gdzie:
{\displaystyle I_{L}} – suma prądów indukcyjnych urządzeń kompensacyjnych przyłączonych do sieci,
{\displaystyle I_{C}} – pojemnościowy prąd jednofazowego zwarcia z ziemią,
{\displaystyle \omega } – pulsacja napięcia sieciowego,
{\displaystyle L_{K}} – wymagana indukcyjność dławika gaszącego,
{\displaystyle C} – pojemność jednej fazy względem ziemi.
Używa się też parametru określanego pojęciem stopień rozstrojenia układu kompensacyjnego wyrażonego następująco:
{\displaystyle S={\frac {I_{L}-I_{C}}{I_{C}}}={\frac {I_{L}-I_{z}}{I_{z}}}={\frac {I_{L}-I_{C}}{I_{C}}}100\%,}
gdzie:
{\displaystyle I_{z}} – całkowity prądu zwarcia doziemnego.
Przepisy zalecają, aby rozstrojenie {\displaystyle S,} z wyjątkiem krótkotrwałych stanów zakłóceniowych w sieci, było utrzymywane w granicach od −5% do 15%. W sieciach o dużej asymetrii pojemnościowej faz należy utrzymywać rozstrojenie w granicach od 5% do 15%. Zaleca się także, aby stosować urządzenia umożliwiające płynną regulację prądu indukcyjnego i samoczynna automatyczną regulację rozstrojenia.